# Koblach
Koblach ist eine Gemeinde im österreichischen Bundesland Vorarlberg mit 4896 Einwohnern (Stand 1. Jänner 2024). Die Gemeinde liegt im südlichen Teil des Vorarlberger Rheintals im Bezirk Feldkirch zwischen dem Kummenberg und dem Rhein, der an dieser Stelle auch die Grenze zwischen Österreich und der Schweiz bildet.

## Geografie
Koblach liegt im westlichsten Bundesland Österreichs, Vorarlberg, im Bezirk Feldkirch auf durchschnittlich 456 Metern Höhe. Besonders markant ist Koblachs Lage am Kummenberg, einem dominanten Inselberg inmitten des Rheintals. Die fünf Ortsteile der Gemeinde Koblach sind Au, Dürne, Straßenhäuser, Neuburg und Udelberg. Im Osten reicht das Gemeindegebiet bis zum Nordwesthang des Sattelberges mit der Kalkofenhöhle, der Hang ist der westlichste Ausläufers des Naturschutzgebietes Hohe Kugel – Hoher Freschen – Mellental. Der Schlosshügel mit der Ruine Neuburg ist ebenfalls ein Naturschutzgebiet.

### Nachbargemeinden
Koblach verfügt über eine gemeinsame Gemeindegrenze mit sieben anderen Gemeinden, von denen sechs ebenso wie Koblach österreichische Gemeinden im Bezirk Feldkirch sind. Die österreichischen Nachbargemeinden Koblachs sind die Gemeinde Mäder, die Marktgemeinde Götzis, die Gemeinden Klaus und Röthis, die Marktgemeinde Rankweil sowie die Gemeinde Meiningen. Auf der westlichen Seite des Rheins grenzt Koblach zudem an die Gemeinde Oberriet im schweizerischen Kanton St. Gallen.
|           | Mäder                                       | Götzis |
| Oberriet  | Kompassrose, die auf Nachbargemeinden zeigt | Klaus  |
| Meiningen | Rankweil                                    | Röthis |

## Geschichte
Bereits in der Mittelsteinzeit, vor etwa 7000 Jahren, gab es Siedlungen im Gemeindegebiet.
Im Jahre 1952 wurden am Fuße des Kummenbergs im Zuge von Ausgrabungsarbeiten menschliche Überreste aus der Mittelsteinzeit (Krinnenbalme, Rheinbalme, etwa 7500 v. Chr.) entdeckt.
Im Mittelalter war Koblach ein Königshof der Welfen – mit Sitz auf der Neuburg. Hugo von Tumb verkaufte 1363 die Burg und Herrschaft Neuburg an die Herzöge von Österreich – direkt im Herrschaftsgebiet der Montforter. Ende Jänner 1445 fand im Rahmen des Alten Zürichkriegs vor der Neuburg das Gefecht bei Koblach statt.
Koblach wurde 1675 zur eigenen Pfarre. Von 1805 bis 1814 gehörte der Ort zu Bayern, dann wieder zu Österreich. Die Habsburger regierten die Orte in Vorarlberg wechselnd von Tirol und Vorderösterreich (Freiburg im Breisgau) aus – sie übernahmen 1852 die Pfandschaft. Zum österreichischen Bundesland Vorarlberg gehört Koblach seit dessen Gründung 1861.
Im Jahre 1888 wurden viele Gebäude und große Flächen des Gemeindegebietes bei einer Rheinüberschwemmung zerstört. Der Ort war 1945 bis 1955 Teil der französischen Besatzungszone in Österreich.

### Bevölkerungsentwicklung
Der Ausländeranteil lag Ende 2002 bei 6,8 %.
Das Bevölkerungswachstum in den letzten Jahrzehnten ist deshalb so stark, da sowohl die Geburtenbilanz als auch die Wanderungsbilanz positiv sind.

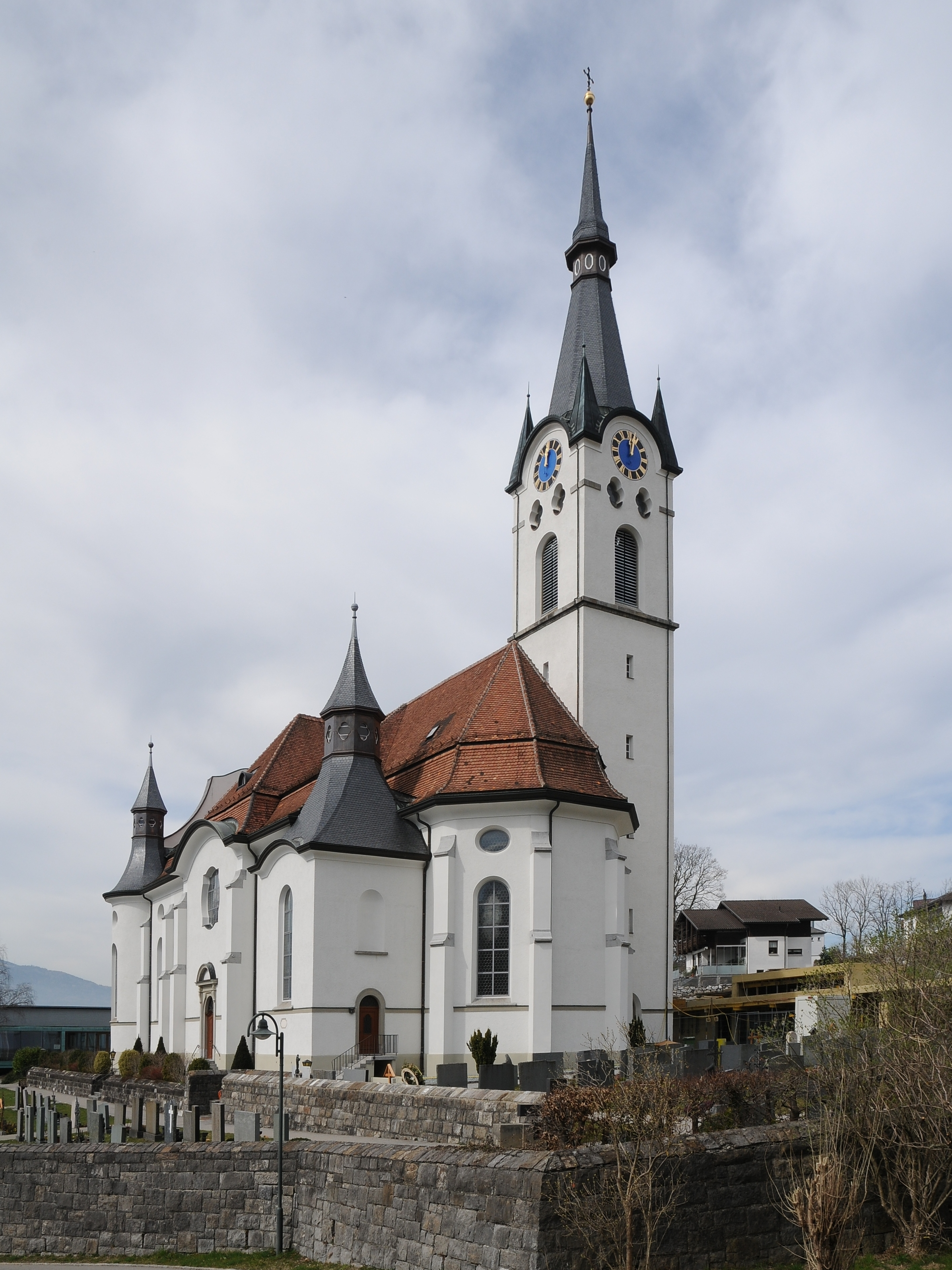
Pfarrkirche

## Kultur und Sehenswürdigkeiten
- Burgruine Neuburg
- Rochuskapelle im Ortsteil Neuburg
- Pfarrkirche Koblach
- Museum für Urgeschichte Koblach

## Wirtschaft und Infrastruktur
Im Jahr 2010 gab es in Koblach 24 land- und forstwirtschaftliche Betriebe, davon 17 Haupterwerbsbetriebe. Im sekundären Wirtschaftssektor beschäftigten 55 Betriebe insgesamt 439 Personen (Stand 2011), vor allem in den Bereichen Herstellung von Waren und Bau.
Sehr stark ausgeprägt ist der tertiäre Wirtschaftssektor, wo in 215 Betrieben 889 Menschen beschäftigt sind, insbesondere im Handel und in sozialen und öffentlichen Diensten.
Überregionale Bedeutung hat der Sportartikelhändler Skinfit, der in Koblach seinen Sitz hat.
In der Gemeinde gibt es drei Kindergärten, einer davon ist ein Waldorfkindergarten (Stand 2019). Auch eine Volksschule und eine Mittelschule sind im Ort.

### Sport
In Koblach gibt es mehrere Sportanlagen wie einen Skaterplatz, eine Tennisanlage, Fußballplätze und ein Kegelheim, die sich alle in unmittelbarer Nähe zueinander befinden. Zusätzlich gibt es beim Kummenberg zwei ausgewiesene Klettergärten sowie einen weiteren bei der Ruine Neuburg.
- Fußball: Der FC Koblach mit der Spielstätte im Lohma
- Kegeln: Der SKC Bergfalken Koblach ist mehrfacher österreichischer Meister.[8]

## Politik

### Gemeindevertretung
In Vorarlberg wählen die Bürger alle fünf Jahre die Mitglieder der Gemeindevertretung durch Ankreuzen eines Listen-Wahlvorschlages bzw. durch Mehrheitswahl wenn kein Listenvorschlag vorliegt. Weiters den Bürgermeister durch Ankreuzen eines Wahlvorschlages.
Die Gemeindevertretung wählt in der konstituierenden Sitzung aus ihrer Mitte – sofern keine Wahl durch die Bürger zustande kam – gemäß § 61 Gemeindegesetz einen Bürgermeister und dann einen mindestens dreiköpfigen Gemeindevorstand. Die Zahl dieser „Gemeinderäte“ darf aber gemäß § 55 den vierten Teil der Zahl der Gemeindevertreter nicht übersteigen.
Der Bürgermeister führt den Vorsitz bei den generell öffentlichen Sitzungen der Gemeindevertretung, in denen kommunale Belange besprochen und Beschlüsse gefasst werden. Beobachter haben kein Mitspracherecht und kein Stimmrecht. Die Gemeindevertretung kann nach Bedarf Ausschüsse bestellen. Sitzungen des Gemeindevorstandes und der Ausschüsse sind nicht öffentlich.ann nach Bedarf Ausschüsse bestellen. Sitzungen des Gemeindevorstandes und der Ausschüsse sind nicht öffentlich.

#### Sitzverteilung nach den Wahlen
- Gemeindevertretungswahlen 1985: ÖVP 20, SPÖ 4.[11]
- Gemeindevertretungswahlen 1990: ÖVP 18, SPÖ 4, FPÖ 2.[12]
- Gemeindevertretungswahlen 1995: ÖVP 20, SPÖ 3, FPÖ 1.[13]
- Gemeindevertretungswahlen 2000: ÖVP 18, SPÖ 3, FPÖ 3.[14]
- Gemeindevertretungswahlen 2005: ÖVP 18, SPÖ 5, FPÖ 1.[15]
- Gemeindevertretungswahlen 2010: ÖVP 18, SPÖ 4, FPÖ 2.[16]
- Gemeindevertretungswahlen 2015: ÖVP 17, SPÖ 4, FPÖ 3.[17]
- Gemeindevertretungswahlen 2020: ÖVP 11, GRÜNE 7, Jede Stimme GILT 3, FPÖ 2, SPÖ 1.[18]
- Gemeindevertretungswahlen 2025: Gemeinsam (VP) 9, Mitanand 6, GRÜNE 5, FPÖ 3, SPÖ 1.[19]

### Bürgermeister
- 1945–1965 Georg Längle[20]
- 1965–1979 Karl Gächter-Egle[20]
- 1979–1999 Werner Gächter (ÖVP)[20]
- 1999–2019 Fritz Maierhofer (ÖVP)[20][21]
- seit 6. September 2019 Gerd Hölzl (Koblacher Volkspartei – Gemeinsam für Koblach)[22]

### Wappen
Der Gemeinde Koblach wurde 1959 folgendes Wappen verliehen: In einem blauen Schilde auf einem von einem silbernen Querfluss durchzogener grünen Dreiberg zwei verbundene goldene Türme mit je drei Zacken.
Dabei steht der Fluss für den Rhein, der Dreiberg für den Kummenberg, Udelberg und Kadel und die Türme für die Burgruine Neuburg.

## Persönlichkeiten

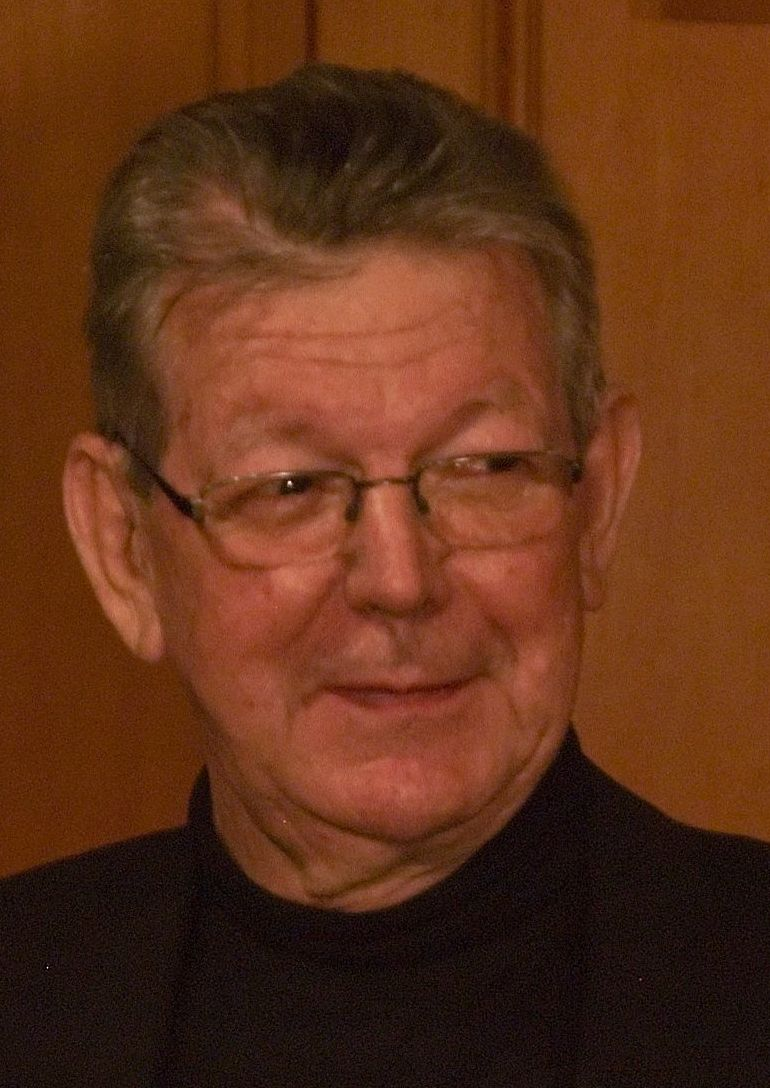
Erwin Kräutler

### Söhne und Töchter der Gemeinde
- Erwin Kräutler (* 1939), römisch-katholischer Bischof und Prälat in Brasilien, Ehrenbürger von Koblach
- Walter Gabriel (* 1953), Opernsänger
- David Helbock (* 1984), Jazzmusiker
- Kian Soltani (* 1992), Cellist

### Mit der Gemeinde verbundene Persönlichkeiten
- Ilse Giesinger (* 1947), Politikerin (ÖVP)
- Jürgen Loacker (* 1974), Bobfahrer

## Trivia
Unterhalb der lokalen Burgruine Neuburg fand 1970 das alternative Open-Air-Festival Flint mit 1000 Jugendlichen statt, das regionalen Legenden-Status erlangte. Eine Wiederholung im Folgejahr wurde 10 Tage vor Festivalbeginn durch die Gemeinde verboten.
Am Steinbruch Kadel fand von 1998 bis 2005 jeweils im Sommer mit dem „Felsenfeuer“ eines der größten Klangfeuerwerke Österreichs statt. Im Jahr 1999 wurde ein überlebensgroßer Totenkopf vom Bühnenbild der Bregenzer Festspiele eingesetzt.